# Rawicz (województwo łódzkie)
Rawicz – wieś w Polsce, położona w województwie łódzkim, w powiecie bełchatowskim, w gminie Drużbice.
W latach 1975–1998 miejscowość położona była w województwie piotrkowskim.

## Części wsi
| SIMC    | Nazwa         | Rodzaj    |
| ------- | ------------- | --------- |
| 0538685 | Łazy          | kolonia   |
| 0538679 | Rawicz-Podlas | część wsi |

Przez wieś przebiega droga asfaltowa, powiatowa nr 01906E. Drogowskazy oraz dane komisji wyborczych wymieniają sołectwo pod nazwą Rawicz Podlas.